# 카리브 국가 연합

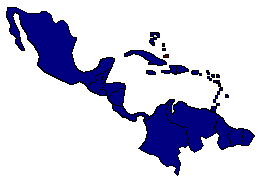

카리브 국가 연합(Association of Caribbean States)은 카리브해의 나라들을 중심으로 설립된 기관이다. 사무국은 트리니다드 토바고의 포트오브스페인에 있다.
아프리카, 아시아, 유럽의 국가들도 옵저버 자격으로 참가하고 있다.

## 같이 보기
- 카리브 공동체
- 중남미·카리브 해 국가 공동체